# 11.22.63
11.22.63 är en amerikansk science fiction- och thrillerminiserie baserad på Stephen Kings bok 11/22/63 och består av åtta delar. Serien är producerad av J.J. Abrams, King, Bridget Carpenter och Bryan Burk, och hade premiär i USA den 15 februari 2016 på TV-kanalen Hulu.

## Handling
Jake Epping (James Franco), en nyskild engelsklärare från Maine, blir av sin gamle vän Al Templeton (Chris Cooper) visad hur man kan ta sig tillbaka i tiden till 1960. Vännen övertalar honom att ta sig till Dallas i Texas och försöka förhindra mordet på John F. Kennedy november 1963. Men då han blir fäst vid sitt nya liv i 1960-talets Texas riskerar detta att påverka hans egentliga avsikter.